# Смажені сири
Смажений сир — страва з сиру, обсмаженого в олії. Смажений сир можна занурювати в кляр перед смаженням, а також смажити на сковороді або у фритюрі. Його можна подавати як закуску або перекуску.
Смажений сир зазвичай подається гарячим, відразу після приготування. Його можна супроводжувати соусом або заправкою.
Смажений сир є загальноприйнятою їжею в Бразилії та Домініканській Республіці і зазвичай подається на сніданок у Коста-Ріці, Кіпрі, Греції, Лівані, Сирії та Туреччині. Смажений сир в Іспанії подається як тапи; смажені сирні кульки є delicias de queso (досл. «сирні смаколики») . Смажений сир зустрічається і в італійській кухні.

## Історія
У середні віки смажений сир був популярною стравою в Каїрі, і залишився частиною кухні під пануванням Османської імперії. З тих пір його популярність знизилася.

## Посуд

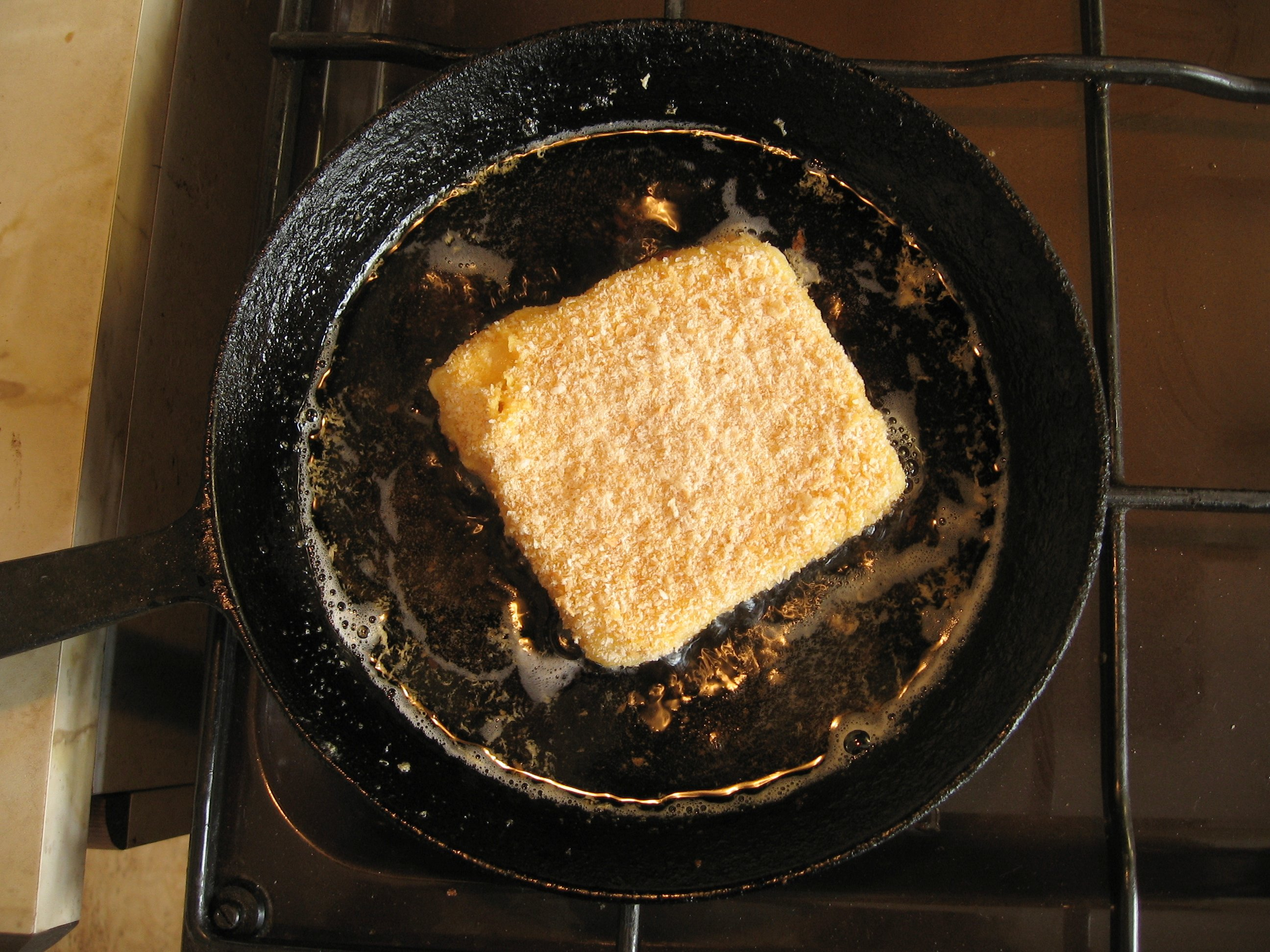
Смажений сир, обсмажений на сковороді в олії

Смажені сирні сирки виготовляються з сирної маси і часто подаються з соусом.
Queso frito «смажений сир» має багато варіацій. Іспанська версія іноді використовує паприку. Він також зустрічається в центральноамериканській кухні.
Малакофф — страва зі смаженого сиру по-швейцарськи.
Палички моцарели — скибочки сиру моцарела, які подрібнюють або покривають сухарями, а потім обсмажують у фритюрі або на сковороді. Страву також можна запікати, а не смажити.
Саганакі — страва з грецького смаженого сиру, яку готують у маленькій мідній сковороді.
В Ізраїлі основним способом приготування сиру халумі є обсмажування його з оливковою олією на сковороді, на відміну від решти країн, де основним способом цього є приготування на грилі.
В Єгипті جبنه مقليه «смажений сир» зазвичай обвалюють у клярі і подають як закуску; він вважається фірмовим блюдом Александрії.
Смажений сир — сир, який готують шляхом подрібнення в борошні, кладуть у яєчну масу, потім покривають сухарями, після чого обсмажують у фритюрі. Це поширена вулична їжа в Чехії та Словаччині.
Каассуфле — смажена у фритюрі голландська закуска швидкого приготування із сиру в хлібній обгортці.
В Угорщині смажений сир є звичайним дешевим блюдом, яке подається в ресторанах або вдома, зазвичай готується з місцевого популярного сиру траппіста, на який припадає 70 % споживання сиру в країні. Це вегетаріанська їжа для «бідних» у ресторанах, які не пропонують більш звичайних вегетаріанських страв і тому готують смажений сир і смажені у фритюрі овочі як варіант основної страви для будь-якого клієнта, який не хоче м'яса. Загальна назва rántott sajt, просто означає «смажений сир» або «смажений у фритюрі сир». Зазвичай його подають у квадратній або трикутній формі.
У Румунії та Болгарії є страва, подібна до чехів, словаків та угорців, яка називається caşcaval pane. Кашкавал — загальний термін для позначення жовтих сирів у двох країнах, причому найчастіше використовуються едам або гауда. Тому назву можна дослівно перекласти як «панірований жовтий сир».

Смажені сирні страви
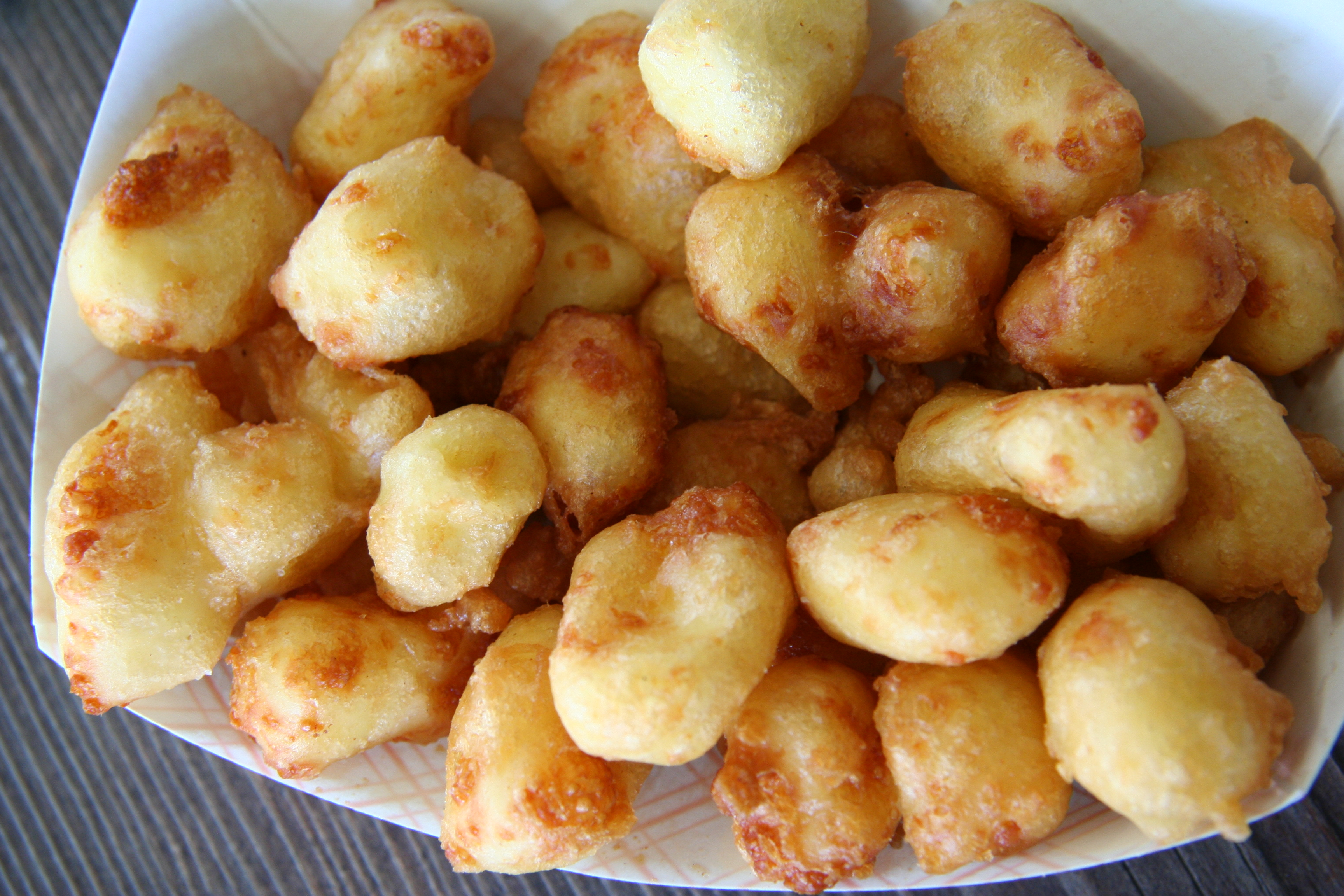
Вид крупним планом сирного кальє, смаженого у фритюрі
Смажені палички моцарелли подаються з соусом маринара
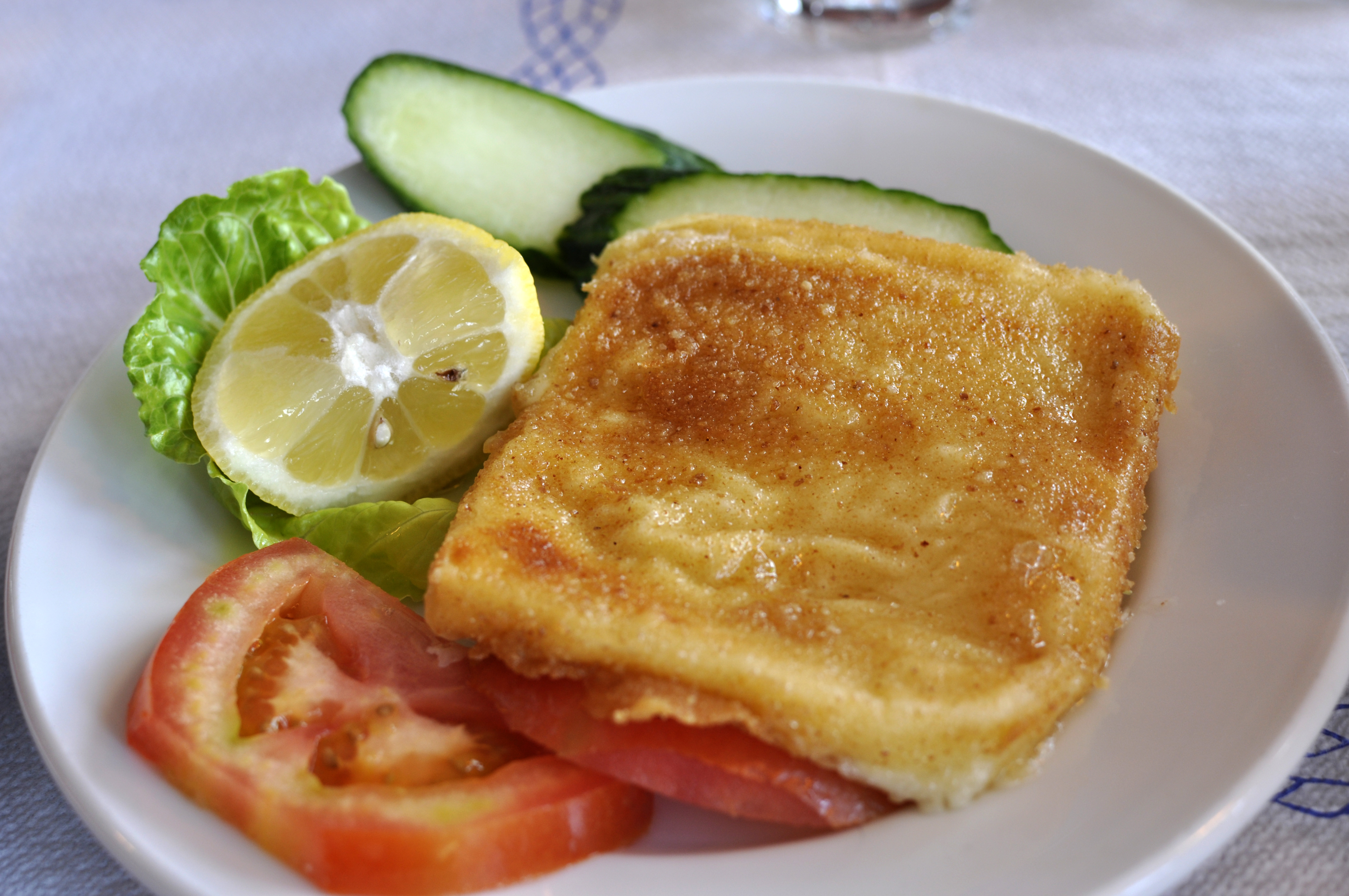
Саганакі
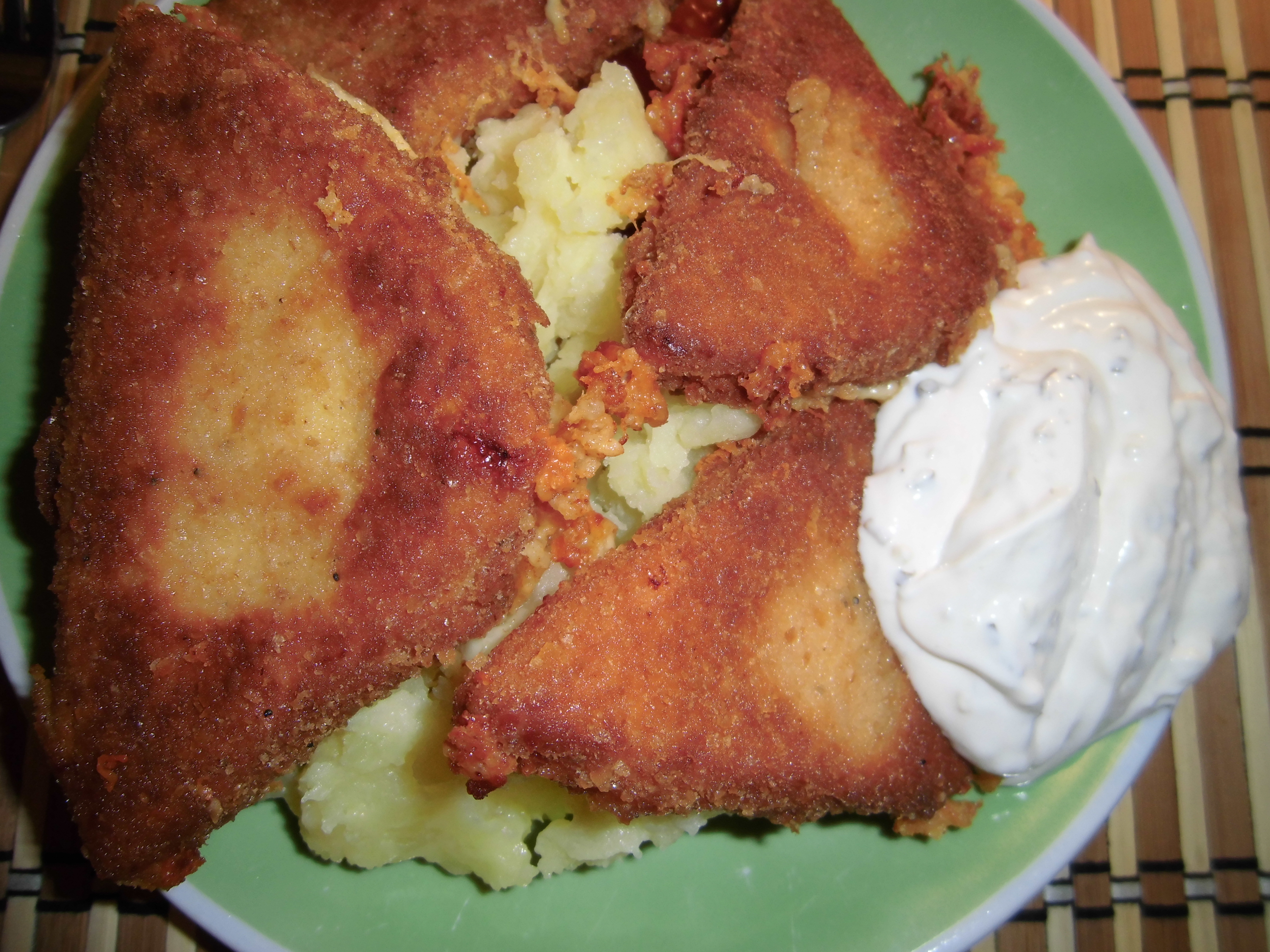
Приготований смажений сир

## Комерційне виробництво
Сир моцарела часто використовується виробниками смаженої сирної їжі в США, оскільки він має бажану консистенцію і нейтральний смак, який є «загальноприйнятним».

## Турбота про здоров'я
Значна кількість олії поглинається сиром під час його смаження, а смаження сирів додає розширені кінцеві продукти ліпідів і дикарбоніли до розширених кінцевих продуктів глікування, які вже присутні в сирах. Удосконалені кінцеві ліпідні продукти утворюються в хімічній реакції, яка відбувається, коли олія змішується з білками в сирах. Крім того, більшість сирів солоні. Таким чином, смажений сир був описаний як нездорова страва.
У Бразилії було доведено, що постійне споживання смаженого сиру є одним із харчових факторів ризику, пов'язаних із захворюваністю на рак порожнини рота.

## Уточнення
1. ↑  "Центральна Америка (кесо бланко, кесо фреско або кесо фріто)..."[11]
2. ↑  "Хронічне споживання смаженого сиру було серед дієтичних факторів ризику, пов'язаних із захворюваністю на рак ротової порожнини в Бразилії."[1]